# Antarchaea rufifascia
Antarchaea rufifascia är en fjärilsart som beskrevs av George Francis Hampson 1926. Antarchaea rufifascia ingår i släktet Antarchaea och familjen nattflyn. Inga underarter finns listade i Catalogue of Life.